# Castelo de Simancas

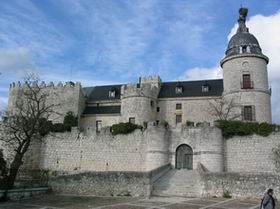
Castelo de Simancas, Espanha.

O Castelo de Simancas localiza-se na cidade e município de Simancas, na província de Valladolid, comunidade autónoma de Castela e Leão, na Espanha.

## História

### Antecedentes
A primitiva ocupação da localidade de Simancas, em posição dominante em uma elevação sobre a margem do rio Pisuerga, de onde se avista o rio Douro, é anterior à Invasão romana da Península Ibérica. A partir desta, figura nos itinerários romanos com o nome de "Setimanca".

### O castelo medieval
Durante as lutas da Reconquista cristã da Península Ibérica, os muçulmanos ali teriam erguido um primitivo castelo para defesa da raia do Douro. A estrutura actual, entretanto, é fruto de uma vasta campanha construtiva empreendida no século XV por Don Fadrique Enríquez, almirante de Castela. À época, o castelo já havia perdido a sua função estratégica, razão pela qual as suas dependências foram transformadas em prisão.
Posteriormente, em meados do século XVI, Filipe II de Espanha determinou a restauração do edifício, com projecto a cargo do arquitecto Juan de Herrera, visando ali sediar o Arquivo Geral de Castela, função que conserva até aos nossos dias.

## Características
O castelo apresenta planta no formato pentagonal irregular. As suas muralhas são reforçadas por cubos, envolvidas externamente por um fosso. Nelas se rasgam duas portas, uma delas acedida por uma pequena ponte de pedra.
Interiormente sofreu extensas transformações para se adaptar à função de arquivo.